# Andrea Bolgi

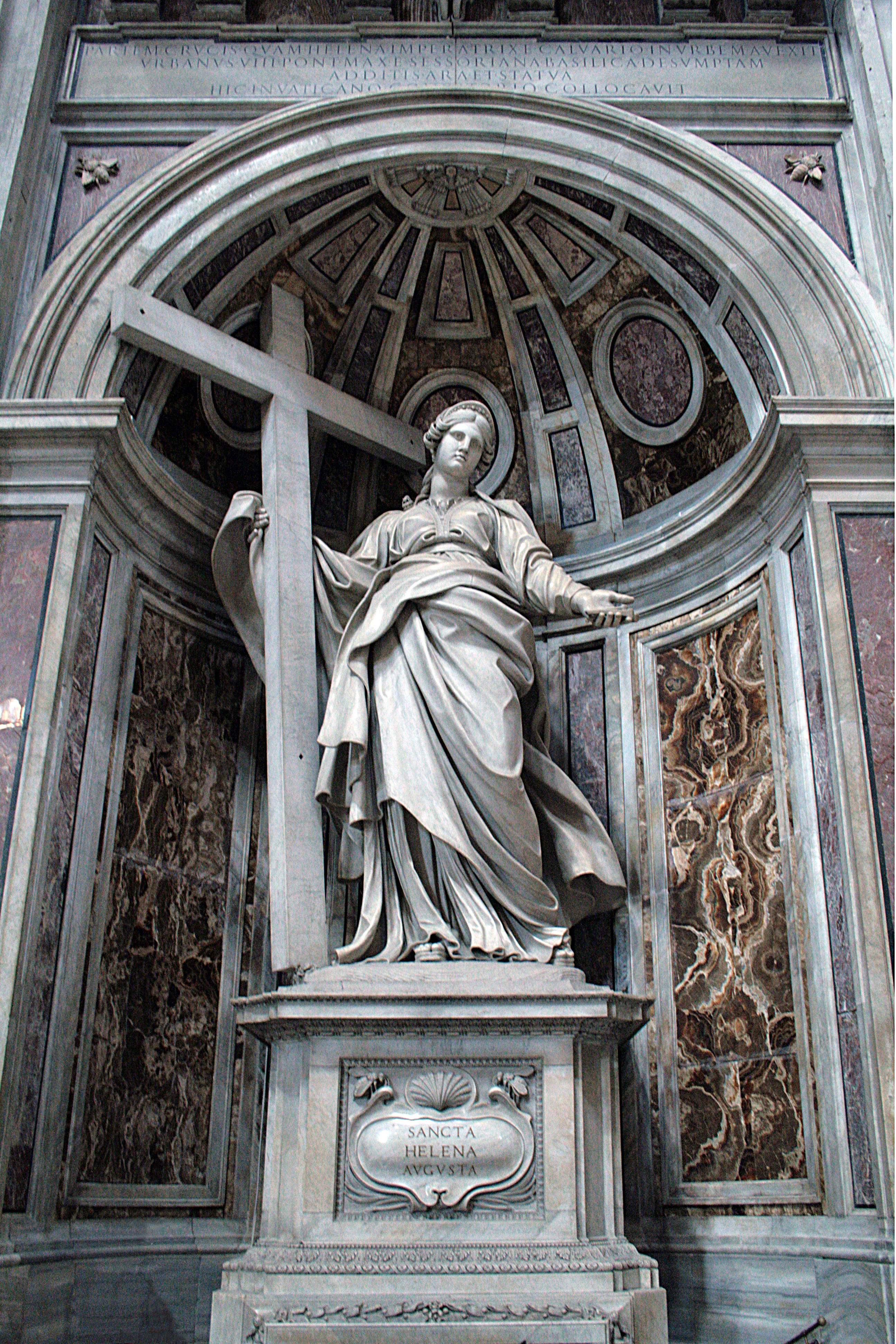
Sankta Helena med det sanna Korset i Peterskyrkan.

Andrea Bolgi, kallad ”Il Carrarino”, född 22 juni 1606 i Carrara, död 1656 i Neapel, var en italiensk skulptör under högbarocken.

## Biografi
Andrea Bolgi var först elev hos Pietro Tacca i Florens. År 1626 reste han tillsammans med Francesco Baratta till Rom, där han blev elev till Giovanni Lorenzo Bernini. Hans första uppdrag bestod i att skulptera änglarna som kröner den 30 meter höga baldakinen över högaltaret i Peterskyrkan. 
År 1629 fick Andrea Bolgi det prestigefyllda uppdraget att utföra en av de fyra kolossalstatyerna i korsmitten i Peterskyrkan, Sankta Helena med det sanna korset (fullbordad 1639). Han har även skulpterat gravmonumentet över grevinnan Matilda av Canossa (1046–1115) efter Berninis anvisningar. Tillsammans med Baratta arbetade han även i Cappella Raimondi i kyrkan San Pietro in Montorio på Janiculum.
Andrea Bolgis stil är influerad av hans studier av antikens skulptur, konservativ och klassicerande i formspråket.

## Verk i urval
- Sant'Antonio dei Portoghesi: Gravmonument över Giovanni Battista Cimini[1]
- San Francesco a Ripa: Cappella Mattei: Laura Frangipanes byst (1637)[2][3]
- Santa Maria in Via Lata: Clarice Marganas byst[4]
- Peterskyrkan: Sankta Helena med det sanna korset (1630–1639)[5]
- San Pietro in Montorio: Cappella Raimondi[2]

## Bilder
| - Laura Frangipanes byst i San Francesco a Ripa. |